# マリオネット・ゲーム
『マリオネット・ゲーム』（原題: Butterfly on a Wheel）は、カナダ、イギリスの映画。

## あらすじ
ニールとアビーの夫妻は娘をベビーシッターに預けて外出したところ、二人の乗っていた車の後部座席に潜んでいた男・トムに脅された。
トムはベビーシッターが自分の仲間であることを告げた後、二人に不可解な行為を強要させた。
そして、トムは憔悴しきった二人を、ニールの上司であるカールの元へと向かわせた。

## 登場人物
トム・ライアン
演 - ピアース・ブロスナン
ランドール夫妻を脅迫した謎の男。身代金をもらったはずにもかかわらず、その金を燃やすなどの奇行をする。
ニール・ランドール
演 - ジェラルド・バトラー
広告マン。平時は温厚だが非常時には動揺しやすいなど、良くも悪くも人間味溢れる性格。
アビー・ランドール
演 - マリア・ベロ
ニールの妻。普段は温厚だが、非常時には冷静に判断ができるなど頼もしい性格。
ソフィー・ランドール
演 - エマ・カーワンディ
ニールとアビーの娘。もうすぐ小学校に上がる年齢。
ジュディ・ライアン
演 - クローデット・ミンク
ニールの同僚。ニールの不倫相手でもある。トムの妻。
カール・グレンジャー
演 - ピーター・ケレハン
ニールの働いている会社の社長。
ダイアン
演 - サマンサ・フェリス
ランドール夫妻の友人。
ジェリー・クレイン
演 - ニコラス・リー
ニールの同僚。
ヘレン・シュライバー
演 - デジリー・ズロウスキー
ベビーシッター。
マッギル
演 - カラム・キース・レニー
刑事。
スザンヌ
演 - キルステン・ウィリアムソン
アビーの友人。
マット・ライアン
演 - ダスティン・ミリガン
トムの息子。

## キャスト
| 役名                 | 俳優                       | 日本語吹替 |
| -------------------- | -------------------------- | ---------- |
| トム・ライアン       | ピアース・ブロスナン       | 横島亘     |
| ニール・ランドール   | ジェラルド・バトラー       | 宮本充     |
| アビー・ランドール   | マリア・ベロ               | 安藤麻吹   |
| ソフィー・ランドール | エマ・カーワンディ         | 世戸さおり |
| ジュディ・ライアン   | クローデット・ミンク       | 原千果子   |
| ジェリー・クレイン   | ニコラス・リー             | 丸山壮史   |
| カール・グレンジャー | ピーター・ケレハン         | 牛山茂     |
| ヘレン・シュライバー | デジリー・ズロウスキー     |            |
| ダイアン             | サマンサ・フェリス         |            |
| デイヴ・カーヴァー   | マルコム・スチュワート     |            |
| マッギル刑事         | カラム・キース・レニー     |            |
| マット・ライアン     | ダスティン・ミリガン       |            |
| スザンヌ             | キルステン・ウィリアムソン |            |

- その他の日本語吹き替え：新田万紀子／鈴木琢磨／加納千秋／川野剛稔／星野充昭／魚建／東城光志／鍋井まき子／美名／楠見藍子